# 알베르토 델 리오

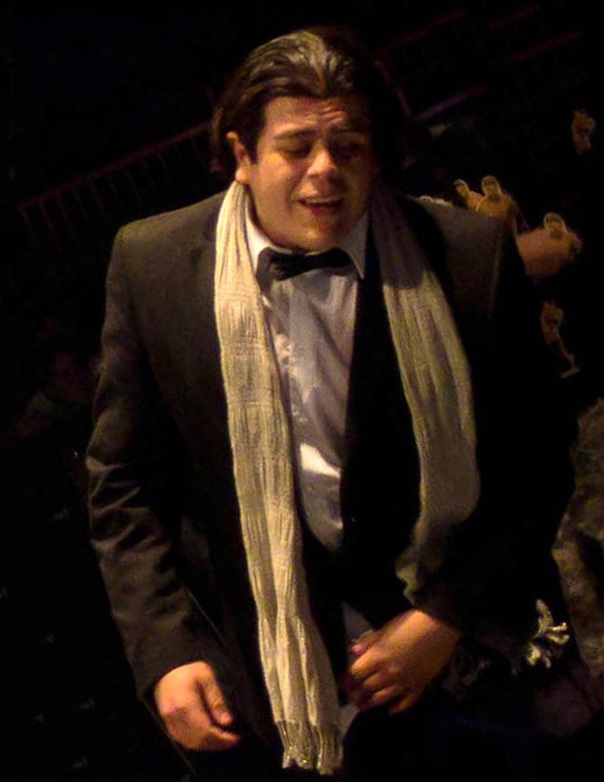
리카르도 로드리게스

알베르토 델 리오(Alberto Del Rio, 1977년 5월 25일 ~ ) 또는 알베르토 로드리게스(Alberto Rodríguez) 또는 임팩트 레슬링 링네임은 알베르토 엘 패트론(Alberto El Patron)은 멕시코의 남자 이종격투기선수, 프로레슬링선수다.

## 경력
2000년 프로레슬링 입문을 하면서 그가 AAA 활동을 했었고 2005년 프로레슬링 CMLL라는 활동을 한적도 있었다. 그리고 2008년 WWE를 계약하면서 그가 FCW 단체에서 링네임은 알베르트 반데라스(Alberto Banderas)라는 사용을 한적도 있었다. 그리고 2010년 6월 ~ 8월까지는 매주 WWE 스맥다운에서 집주인 세그먼트를 했었다.

## WWE

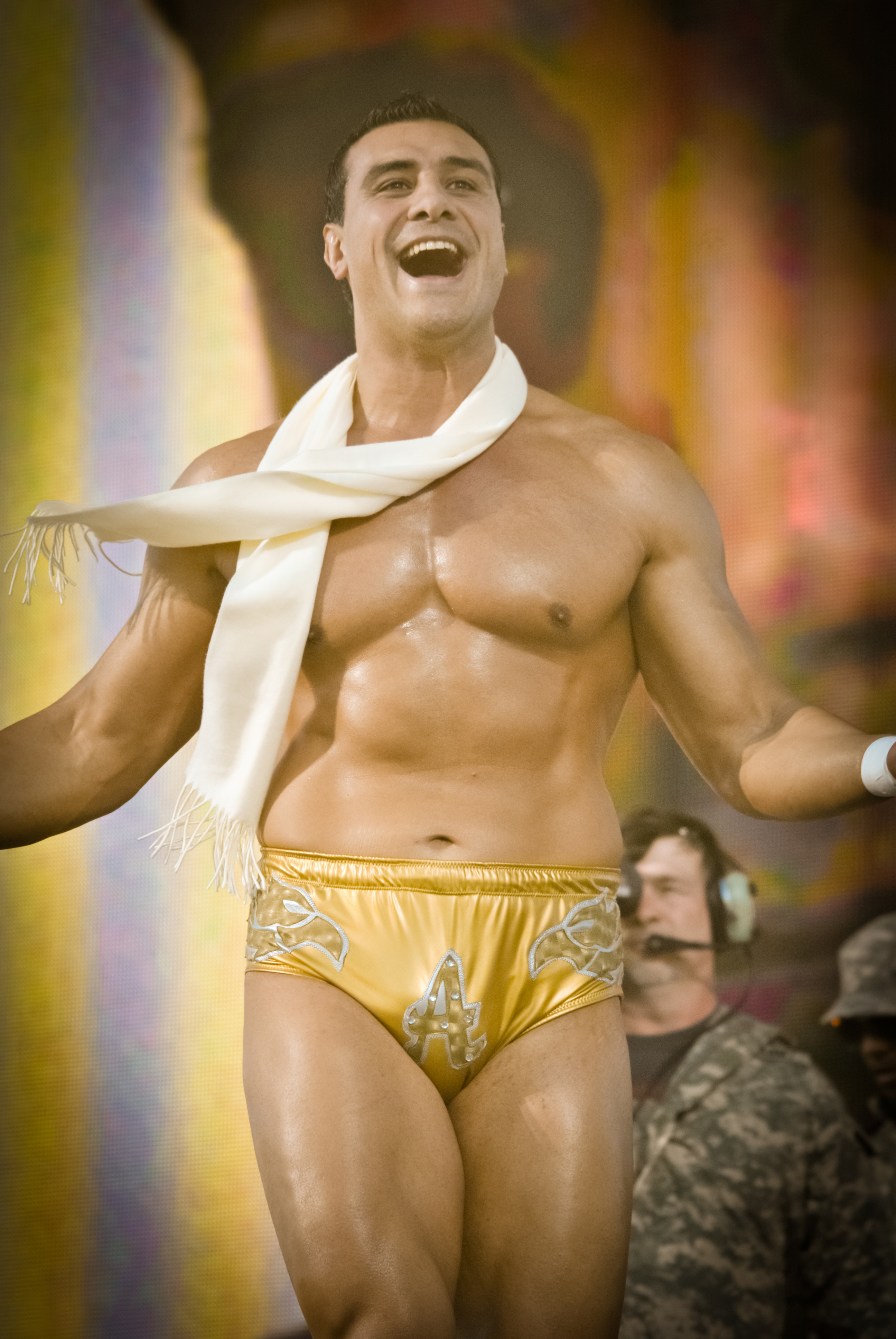
한창 활동하던 당시의 알베르토 델 리오

2010년 8월 20일 WWE 스맥다운에서 링 세그먼트에서 잠깐 등장을 한다. 처음에는 레이 미스테리오한테 존경을 하라고 했지만 레이는 거절을 하고 그가 결국은 레이가 끝내 619/식스 원 나인 맞고 나간다. 그리고 메인 이벤트 경기에서 리카르도 로드리게스라는 아나운서 겸 래슬러와 같이 악역으로 등장 하면서 상대인 레이 미스테리오에게 크로스 암브레이커를 사용 하면서 그를 부상 입히며 승리를 얻고도 괴롭힌다. 그리고 2010년 8월 30일 WWE Raw에서 900회특집 중에서 에반 본을 마구 공격 하면서 괴롭힌다. 이후2010년 9월 3일 WWE 스맥다운에서도 크리스챤과 실랑이를 벌이고 2010년 9월 10일 WWE 스맥다운에서 다음날 매트 하디와의 경기 승리를 하면서 매트를 괴롭히려고 공격을 하려 했으나 이때 크리스챤이 구하러 나와 링 밖으로 도망친다. 그리고 2010년 9월 17일 WWE 스맥다운에서 CM 펑크 vs 크리스챤 경기에서 펑크가 이기고 나서 크리스챤에게 공격을 가했다. 2010년 9월 24일 말쯤이돼서야 WWE 스맥다운에서 크리스챤을 부상을 입히는 괴롭혔다. 이번에는 2010년 10월 1일 WWE 스맥다운에서도 레이를 조롱을 하다가 오히려 레이가 등장을 하자마자 바로 레이가 매니저 로드리게스에게 식스 원 나인/619 맞고 만다. WWE 헬 인 어 셀 2010에서 에지에게 실랑이를 벌이고 2010년 10월 15일 WWE 스맥다운에서 크리스 매스터스라는 경기를 하면서 승리를 얻으며 그는 팀 스맥다운을 들어가게 되었다. WWE 브레깅 라이츠 2010에서 팀 스맥다운 들어가 이번에는 14vs14로 태그팀 매치중에서 승리를 도운다. 그리고 서바이벌 시리즈 2010에서도 팀 델 리오 vs 팀 미스테리오 대결로 델 리오가 주장이며 그는 참가를 했지만 끝내 지면서 패하게 된다. 2010년 11월 26일 WWE 스맥다운에서 빅 쇼를 상대를 하는데 이때 카운트 아웃으로 승리를 하게 된다. 2010년 11월 29일 WWE Raw에서 다니엘 브라이언이라는 상대를 했지만 승리를 하면서 4강전에 진출하지만 우승하지 못한다. 그리고 WWE TLC 2010에서 페이탈 포 웨이 테이블 레더 체어매치 중에서 참가를 했지만 실패를 거두면서 에지가 월드 헤비웨이트 챔피언이 된다. 그리고 WWE 로얄럼블 2011에서 마지막에서 살아남아서 산티노 마렐라라는 제거를 하면서 드디어 우승했다!! 그리고 2011년 1월 31일 WWE Raw에서 에지를 상대를 하기 위해서 크로스 암브레이커로 공격을 한다. 2011년 2월 4일 WWE 스맥다운에서 코피 킹스턴이라는 조차 기절시키며 크로스 암브레이커로 괴롭혔다. 2011년 2월 14일 WWE Raw에서 이번에는 에지를 싸우다가 끝내 밀리고 만다. WWE 일리미네이션 체임버 2011 상대 코피 킹스턴 상대로 상대를 하면서 승리를 하고 그리고 뿐만 아니라 2011년 2월 25일 WWE 스맥다운에서 이번에는 에지에게 크로스 암브레이커로 공격을 하면서 끝내 대립이 시작되었는데 2011년 2월 ~ 4월까지 에지랑 대립을 하면서 2011년 2월 25일 WWE 스맥다운에서 에지를 크로스 암브레이커로 공격을 했고 2011년 3월 4일 스맥다운에서 에지를 공격을 하지만 뒤이어서 크리스챤이 난입을 해서 당하고 말았다. WWE 레슬매니아 27에서 월드 헤비웨이트 챔피언쉽에서 도전을 하려고 끝내 패하게 된다. 2011년 4월 8일 WWE 스맥다운에서 크리스챤과 대결이 이어지는데... 월드 헤비웨이트 챔피언 넘버원 컨텐더에 등극을 했지만... 2011년 4월 15일 WWE 스맥다운에서 테디 롱이월드 헤비웨이트 챔피언을 자신에게 주라고 하면서 끝내 아쉬워하는 모습이다. 2011년 4월 22일 WWE 스맥다운에서 에지와 크리스챤을 조롱하다가 끝내 크리스챤한테 레더 맞고 만다. 2011년 4월 25일 WWE Raw에서 드래프트 특집에서 Raw 소속한다. WWE 익스트림 룰즈 2011에서 레더 매치 월드 헤비웨이트 챔피언쉽을 걸며 크리스챤을 상대를 하지만 아쉽게도 크리스챤이 가져가게 된다. 그렇게 WWE 캐피탈 퍼니쉬먼트 2011에서 빅 쇼를 이기고 그리고 2011년 6월 27일 WWE Raw에서 스틸 케이지 매치에서 끝내 승리를 한다. 그리고 WWE 머니 인 더 뱅크 2011에서 머니 인 더 뱅크 매치에서 끝내 머니 인 더 뱅크 차지하면서 우승을 하게 된다!! 그리고 뜬끔없이 볼일 없던 그때 WWE 썸머슬램 2011에서 끝내 WWE 챔피언을 얻게 되었다!! 그리고 다음날 2011년 8월 15일 WWE Raw에서 레이 미스테리오라는 부상을 입히면서 만들게 되고 이어서 존 시나라는 공격을 당하고 만다. 그리고 2011년 8월 ~ 9월까지는 존 시나라는 대립을 하면서 얼마 못가서 WWE 나이트 오브 챔피언스 2011에서 잃게 되었지만 WWE 헬 인 어 셀 2011에서는 완전히 WWE 챔피언 2회를 차지를 한다.(그 후... 어썸 트루스 (더 미즈 & 알 트루스)가 이를 시나, 펑크를 공격을 하면서 끝내 체포를 하면서 끝내 사건이 논란이 일으켰다고 한다!!)그리고 이번에는 존 시나가 도전을 하려고 했는데 이때 WWE 벤전스 2011에서 타이틀 방어를 하게 된다. 그리고 2011년 10월 24일 WWE Raw에서 CM 펑크가 WWE 챔피언을 도전을 하려고 했는데 이때 2011년 10월 ~ 11월까지는 CM 펑크라는 대립을 하면서 끝내 WWE 서바이벌 시리즈 2011에서 잃게 된다. 그리고 WWE TLC 2011에서 쓰리플 테이블 레더 체어매치 중에서 참가를 했지만 끝내 실패를 거둔다. 2011년 12월 26일 WWE Raw에서 발목을 부상을 당해서 아쉽게도 4달 후... 그가 2012년 4월 2일 WWE Raw에서 복귀를 한다. 쉐이머스를 타이틀 도전을 하려고 했으나 결국은 브로그 킥 맞았다. 그리고 WWE 오버 더 리밋 2012에서 페이탈 포 웨이매치중에서 참가를 했으나 실패를 거두고 그리고 2012년 6월 ~ 9월까지는 끝내 쉐이머스라는 긴 대립을 펼치면서 끝내 종결을 한다. 그리고 2012년 9월 ~ 11월까지는 랜디 오턴이라는 대립을 했으나 마지막 2012년 11월 6일 WWE 스맥다운에서 지고 WWE 서바이벌 시리즈 2012에서 팀 지글러 참가를 했으나 아쉽게 탈락하고 승리를 얻는다. 그리고 WWETLC 2012에서 그가 3MB(히스 슬레이터, 드류 맥킨타이어, 진더 마할)이라는 일당 3명이 로드리게스를 괴롭히면서 끝내 더 미즈하고 같이 일당 3명 3MB를 내쫓아버리며 그리고 마침내 선역으로 바뀌게 되었다!! 그리고 이번판에서는 WWF의 특별한 남자 프로레슬링선수 브루클린 브로울러라는 데리고 오면서 3vs3 태그팀 매치에서 승리를 얻게 되었다. 2012년 12월 17일 WWE Raw에서 특별한 프로레슬링선수 ECW의 타미 드리머라는 소개로 끝내 드리머, 미즈라는 상대 3MB 3vs3이라는 태그팀 매치에서 승리를 얻게 되었다. 그리고 한참동안이나 볼일없던 그는 2012년 12월 24일 WWE Raw에서 스트리트 파이트 매치에서 이번엔 존 시나 상대를 하는데... 끝내 아쉽게도 지고 말았으나... 2012년 12월 28일 WWE 스맥다운에서 갑자기 빅 쇼라는 그가 갑자기 로드리게스를 괴롭히면서 끝내 2012년 12월 ~ 2013년 2월까지는 빅 쇼랑 대립을 하다가 2013년 1월 11일 WWE 스맥다운에서 라스트맨 스탠딩 매치에서 드디어!! 월드 헤비웨이트 챔피언을 얻었으며 WWE 로얄럼블 2013에서 이번에는 라스트맨 스탠딩 매치에서 마지막에서는 로드리게스가 로프에다가 다리를 테이프를 칭칭 감아서 끝내 타이틀을 방어를 한다!! 그리고 WWE 일리미네이션 2013에서 끝내 마지막에 타이틀을 방어를 한다. 그리고 2월 ~ 4월까지는 잭 스웨거라는 대립을 했으나 WWE 레슬매니아 29에서 타이틀을 방어를 했는데... 그러다가 갑자기 2013년 4월 8일 WWE Raw에서 끝내 돌프 지글러한테 타이틀을 뺏기고 만다. 그러다가 2013년 4월 ~ 5월까지 잭 스웨거 대립을 하는데 WWE 익스트림 룰즈 2013에서 아이 큇 매치에서 대결했는데 드디어 월드 헤비웨이트 챔피언 넘버원 컨텐더 얻게 되었다!! 그리고 2013년 5월 ~ 7월까지 돌프 지글러 대립을 했는데... 이번엔 WWE 페이백 2013에서 타이틀을 2회를 달성하면서 총 통산 4회를 하면서 그동안 쌓인 것처럼 안풀리면서 지글러한테 슈퍼킥을 날려서 다시 악역으로 전환한다. 그리고 마지막 WWE 머니 인 더 뱅크 2013에서 끝내 AJ 리때문에 DQ하면서 끝내 타이틀을 방어를 한다. 그러나 2013년 8월 5일 WWE Raw에서는 리카르도 로드리게스를 완전히 버리게 된다. 그리고 2013년 7월 29일날 그러다가 크리스챤이 논 타이틀 매치중에서 이기자마자 이번엔 2013년 7월 ~ 8월까지는 크리스챤 대립을 하다가 이번에는 WWE 섬머슬램 2013에서 끝내 방어를 하게 된다. 그리고 2013년 8월 ~ 10월까지는 랍 밴 댐이라는 상대를 하는데 그날 2013년 8월 19일 WWE Raw에서 아까 배신을 했던 리카르도 로드리게스가 랍 밴 댐을 불러오면서 대립이 시작되었다. 그리고 이번엔 WWE 나이트 오브 챔피언스 2013에서 서브미션 크로스 암브레이커 계속 거는데 로프를 잡는데도 안놔주니깐 노 컨텐스트로 끝나고 그리고 WWE 배틀 그라운드 2013에서는 타이틀을 방어를 치른다. 2013년 10월 7일 WWE Raw에서 로드리게스랑 대결하다가 이번에는 완전히 부상을 입히게 만들었다. 그리고 2013년 10월 ~ 11월까지는 존 시나랑 대립을 했는데... WWE 헬 인 어 셀 2013에서 복귀한 시나를 대결을 하자마자 그리고는 타이틀을 잃게 되었다가 WWE 서바이벌 시리즈 2013에서 끝내 안타깝게 타이틀을 되찾지 못하게 되었다. 그리고 그렇게 존재감이 없던 그는 WWE 로얄 럼블 2014에서 로얄 럼블 매치에서 참가를 했지만 탈락당하면서 실패를 거둔다. 2014년 2월 3일 WWE Raw에서 이번에는 데이브 바티스타와 대면이 있다가 2014년 2월 10일 WWE Raw에서 테이블의 파워밤 맞고 그리고 WWE 일리미네이션 체임버 2014에서 끝내 데이브 바티스랑 대결하면서 지고만다. 그리고 WWE 레슬매니아 30에서 앙드레 더 자이언트 배틀로얄 참가를 했지만 우승하지 못하고 실패를 거두면서 탈락을 당한다. 그리고 2014년 6월 2일 WWE Raw에서 돌프 지글러 대결을 하면서 머니 인 더 뱅크 래더 매치 출전권을 얻으며 그리고 WWE 머니 인 더 뱅크 2014에서 머니 인 더 뱅크 래더 매치 중에서 WWE 월드 헤비웨이트 챔피언쉽 끝내 참가를 못한다. 그러던 중에 WWE 배틀 그라운드 2014에서 WWE 인터콘티넨탈 챔피언쉽 주로 배틀로얄 매치에서 참가를 했으며 실패를 거둔다. 그리고 WWE Raw 2014년 8월 4일에서 끝내 마지막 대결에서 딘 앰브로스라는 대결을 하다가 패하게 되었고 그리고... 2014년 8월 7일부로 WWE에서 방출되고 말았다. WWE 공식홈페이지에는 프로답지 못한 품행과 직원과의 다투었다라고 간단히 서술하였다. 그러나 직원이 먼저 델 리오에게 인종차별성 발언을 하였고 사과를 요구하였음에도 반성의 기미를 보이지 않아서 때린 것으로 보여서 앞으로 이 일이 어떻게 될지 주목된다.

## 이번에는 AAA 다음에는 루차 그라운드
WWE 시절의 이상하게 레슬링은 잘하는데 재미없는 반대로 엘 파트론은 확실히 다르다는 평이다. 아무래도 관중호응이 훨씬 좋고 기술제한도 풀린 게 주 원인인듯하다. 2015년 2월 4일 루차 언더그라운드에 등장 단장인 다리오 쿠에토의 사무실에 홀연히 등장해 '마임 네임 이즈 알베르토 엘 파트론 벗 유 얼레디 나우 댓'이라는 대사와 함께 상큼한 윙크를 날리며 등장을 했다. 이후 링위에서 데뷔 기념 프로모를 했는데 이후 AAA에서부터 시작된 엘 테하노 주니어와의 대립으로 루차 언더그라운드에서 스토리가 진행되는 중. 루차 언더그라운드의 높은 봉급과 좋은 대우 그리고 WWE에서 큰 불화를 겪고 나갔기에 맥시코 등지에서 지속적인 활동을 보일줄 알았으나 그러지 못했다고한다.

## WWE 등장
WWE 헬 인 어 셀 2015에서 등장을 한다. 이번엔 존 시나 WWE US 챔피언쉽을 도전을 했다!! 그리고 마침내 시! 킥으로 날려 끝내 타이틀을 얻게 되었다!! 그리고 그날 공석이 된 WWE 월드 헤비웨이트 챔피언쉽 토너먼트에 참가해 스타더스트와 칼리스토를 이기고 WWE 서바이버 시리즈 2015 4강전까지 진출했지만 로만 레인즈에게 패배했다 그리고 2015년 11월 23일 WWE Raw에서 가장 흔히 볼 수 있는 리그 오브 네이션즈라는 팀을 생겼다.(이 리그 오브 네이션즈는 다른만이는 델 리오 국적이 멕시코고 루세프 국적이 불가리아고 쉐이머스 국적이 아일랜드고 킹 바렛 국적이 영국이라 이 미친국가라는 말 할 수 있다. ㅡㅡ;;) 다음날 잭 스웨거라는 상대를 했는데 2015년 11월 ~ 12월까지는 잭 스웨거라는 대립을 가졌으나 WWE TLC 2015에서 끝내 체어매치 중에서 타이틀을 방어를 하게 된다. 그리고 그럲게 2015년 12월 28일날 WWE Raw에서 존 시나 WWE US 챔피언쉽을 가지게 되는데 그리고 마침내 DQ를 하게 되면서 루세프, 쉐이머스, 바렛이랑 같이 존 시나를 무자비한 구타를 마구 공격을 하면서 그리고 2016년 1월 ~ 2월까지 칼리스토라는 대립을 하게 되었는데 2016년 1월 7일 WWE 스맥다운에서 존 시나가 칼리스토 소개를 받자 그리고 말도안되게 거짓말처럼 타이틀을 빼앗기고 만다. 그리고 다음날 2016년 1월 11일 WWE US 챔피언쉽을 걸면서 끝내 2회를 걸치면서 끝내 획득을 하게 되었으나... WWE 로얄 럼블 2016에서 빼앗겼다. 그리고 마지막 WWE 페스트 레인 2016에서 끝내 타이틀을 도전을 했지만 끝내 패하게 된다. 2016년 4월 14일 WWE 스맥다운에서 AJ 스타일스와 상당한 퀄리티의 싱글매치를 뽑아냈다. 인버티드 슈퍼플렉스를 시전할 때 AJ 스타일스가 부상당할뻔한 아찔한 장면도 있었으나 둘의 이름값다운 경기였다. 2016년 4월 28일 WWE 스맥다운에서 리그 오브 네이션즈가 해체되었다. 그리고 WWE 머니 인 더 뱅크 2016에서 머니 인 더 뱅크 래더매치 참가자가 되었다. 경기 당일엔 예상외로 관중들에게 많은 호응을 받으며 경기에 참가했지만 머니 인 더 뱅크 가방 획득에는 실패했다. 2016년 8월 16일 WWE 스맥다운에서 마지막 존 시나 대결이 한참이던 그는 끝내 패하고 마지막은 WWE 방출하게 된다.

## 임팩트 레슬링
2017년 3월 2일 임팩트 레슬링에 등장을 했다. 데뷔와 함께 월드 챔피언에 등극했으나 결말이 논란을 일으켰다는 이유로 타이틀이 다시 래쉴리의 곁으로 돌아가고 챔피언 등극은 무효처리된다. 2017년 4월 22일 임팩트 레슬링 녹화에서 매그너스를 꺾고 GFW 글로벌 헤비웨이트 챔피언십을 차지한다. 2017년 7월 2일 슬래미버서리에서 통합 GFW 월드 헤비웨이트 챔피언에 등극한다. 2017년 7월 8일 올랜도 공항에서 연인이자 WWE 소속인 페이지와 말다툼을 벌인 끝에 폭력을 행사한 혐의로 출전정지 징계를 받았으나 2017년 7월 21일 가해자는 페이지였던 것으로 밝혀지면서 곧 징계가 풀릴 것으로 보였으나 이 사건에 연루되어 있다는 사실때문에 2017년 8월 13일 타이틀을 박탈당하고 징계기간은 더 길어지게 된다. 바운드 포 글로리에서 자신의 징계에 불만을 품은 악역으로 복귀한다

## 피니쉬 기술
피니쉬는 크로스 암브레이커/Cross armbreaker와 그리고 또한 시! 킥/Sh! Kick(슈퍼킥/Superkick)으로 사용을 하고 그리고는 다이빙 더블 풋 스톰프/Diving double foot stomp로 사용을 한다.

## 시그니처 기술
시그니처는 엔즈이기리/Enzuigiri랑 그리고 드롭킥/Dropkick, 슛 킥/Shoot kick, 백 킥/Back kick에다가 그리고 벨리 투 백 수플렉스/Belly to back suplex, 인버티드 슈퍼플렉스/Inverted supersuplex랑 백 스태버/Back stabber(더블 니 백브레이커/Double knee backbreaker)하고 더블 니 암브레이커/Double knee armbreaker로 사용을 한다.

## 신체 사항
- 키는 188cm
- 몸무게는 108.4kg

## 수상
- 퍼스트 플레이스 (3회)
- 골드 (1997)
- BLW 월드 헤비웨이트 챔피언 (1회)
- CMLL 월드 헤비웨이트 챔피언 (1회)
- 라 코파 주니어 (2006)
- GFW 글로벌 챔피언 (1회)
- TNA 월드 헤비웨이트 챔피언 (1회)
- AAA 메가 챔피언 (2회)
- 루차 리브레 월드컵 (2015) 위드 마이스테지즈 앤 레이 미스테리오 시니어
- 랭크드 넘버6 오브 더 탑 싱글즈 레슬링 인 더 PWI 500 인 2011
- QPW 월드 챔피언 (1회)
- WWE 챔피언 (2회)
- WWE 월드 헤비웨이트 챔피언 (구 버전) (2회)
- WWE 유나이티드 스테이츠 챔피언 (2회)
- 로얄 럼블 (2011)
- 머니 인 더 뱅크 (Raw 2011)
- 브래깅 라이트 트로피 (2010) 팀 스맥다운(빅 쇼, 레이 미스테리오, 잭 스웨거, 에지, 타일러 렉스 앤 코피 킹스턴)
- WAW 언디스퓨티드 월드 헤비웨이트 챔피언 (1회)
- WWL 월드 헤비웨이트 챔피언 (1회)
- NGCW 헤비웨이트 챔피언 (1회)
- 베스트 기믹 (2010)